# Canny-sur-Matz
Canny-sur-Matz är en kommun i departementet Oise i regionen Hauts-de-France i norra Frankrike. Kommunen ligger i kantonen Lassigny som tillhör arrondissementet Compiègne. År 2022 hade Canny-sur-Matz 411 invånare.

## Befolkningsutveckling
Antalet invånare i kommunen Canny-sur-Matz
| Referens: INSEE |